# HMS Scylla (98)
HMS «Сцилла» (98) (англ. HMS Scylla (98))  — військовий корабель, легкий крейсер типу «Дідо» Королівського військово-морського флоту Великої Британії.

## Історія створення
HMS «Сцилла» (98) був закладений 18 серпня 1938 на верфі Scotts Shipbuilding and Engineering Company, Грінок Шотландія (Велика Британія) і спущений на воду 24 липня 1940.

## Історія служби

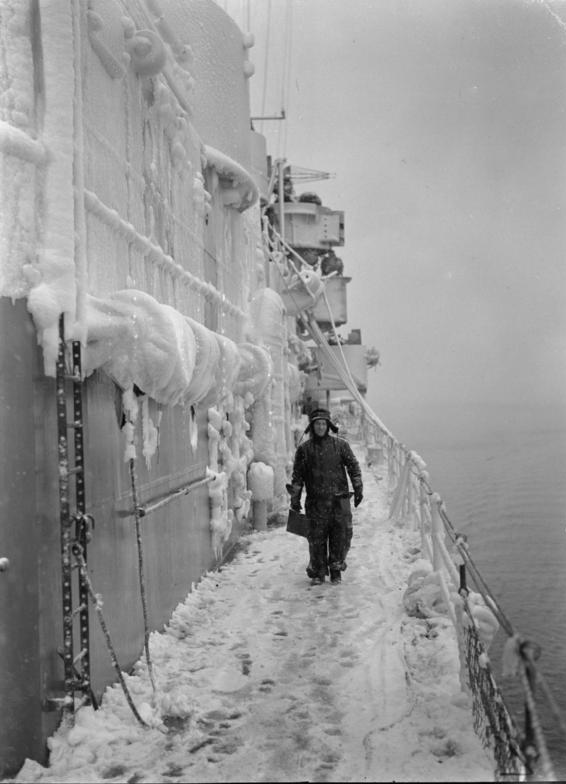
Легкий крейсер «Сцилла» на патрулюванні в Північній Атлантиці. Лютий 1943.

Артилерійська підтримка кораблями союзників висадки морського десанту на узбережжя Нормандії. Позиція легкого крейсеру «Сцилла» в ході висадки десанту на лівому фланзі навпроти плацдарму «Сорд» позначена британським прапором. Операція «Нептун». 6 червня 1944